# La Mata (Santiuste de Pedraza)
La Mata es una localidad perteneciente al municipio de Santiuste de Pedraza, núcleo principal del mismo, en la provincia de Segovia, comunidad autónoma de Castilla y León, España.
En 2022 contaba con 45 habitantes.

## Geografía

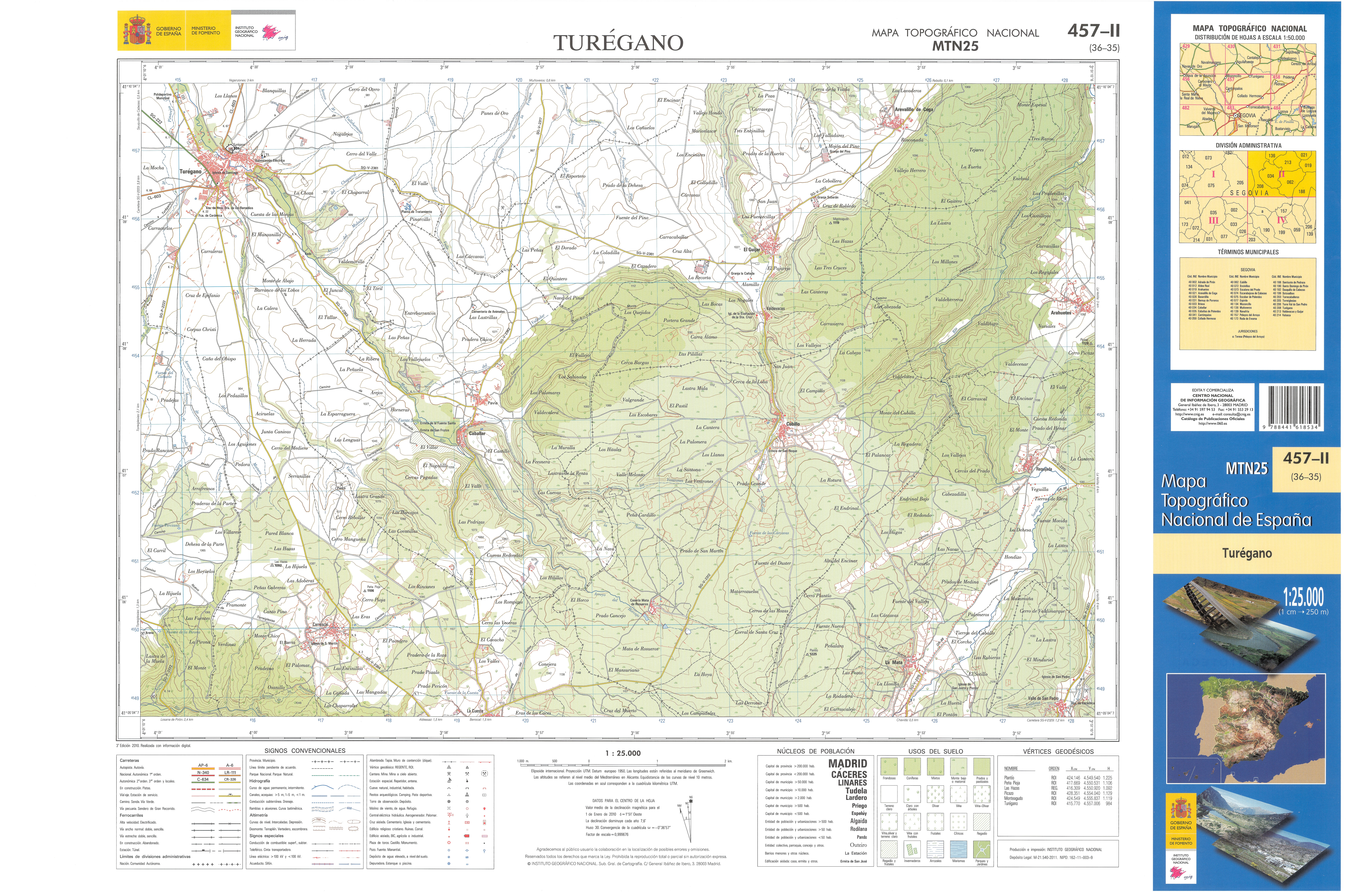
Fragmento de la hoja 457 del Mapa Topográfico Nacional de España de 2010 en el que se representa parte de La Mata

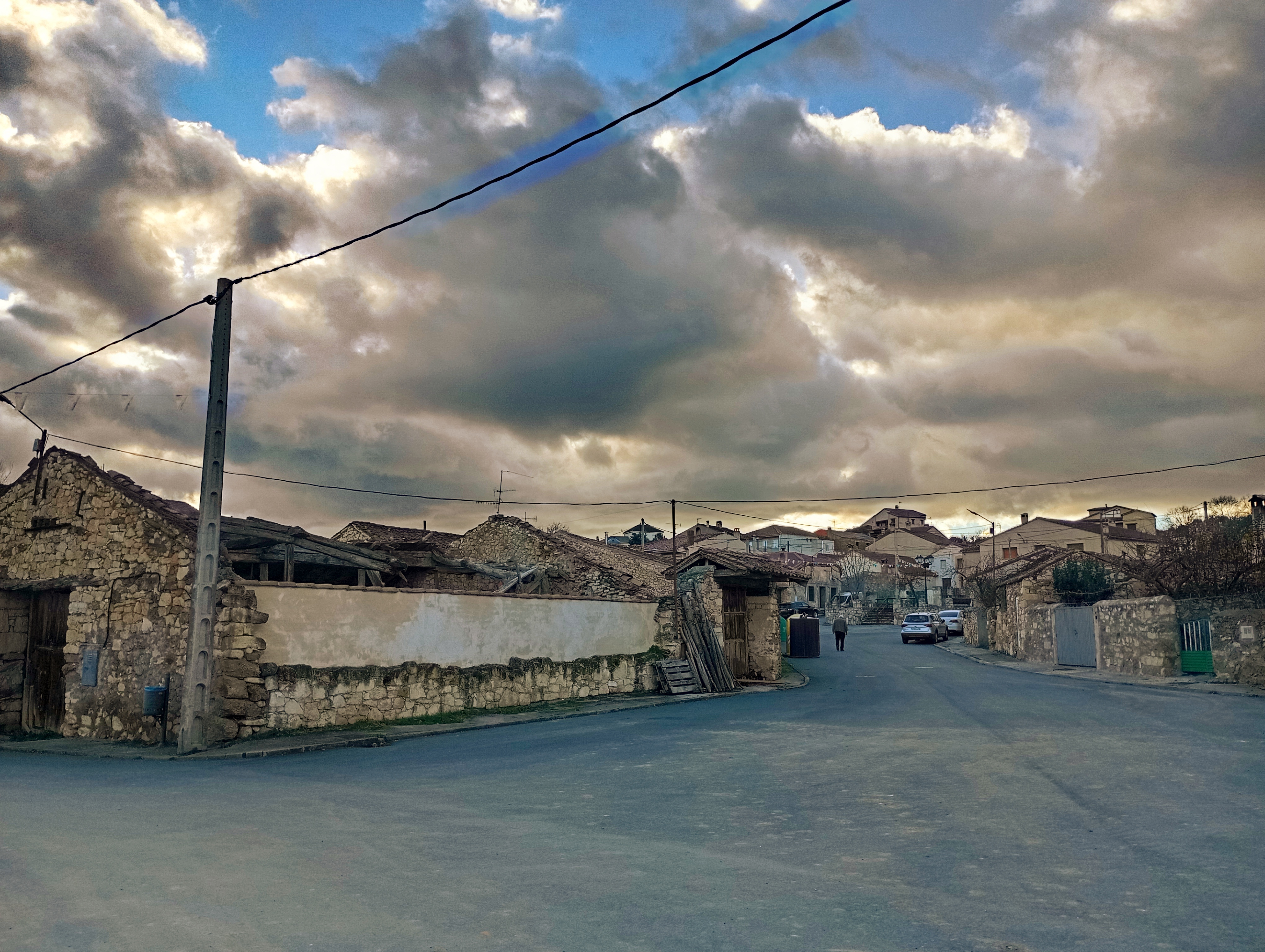
Calles de La Mata

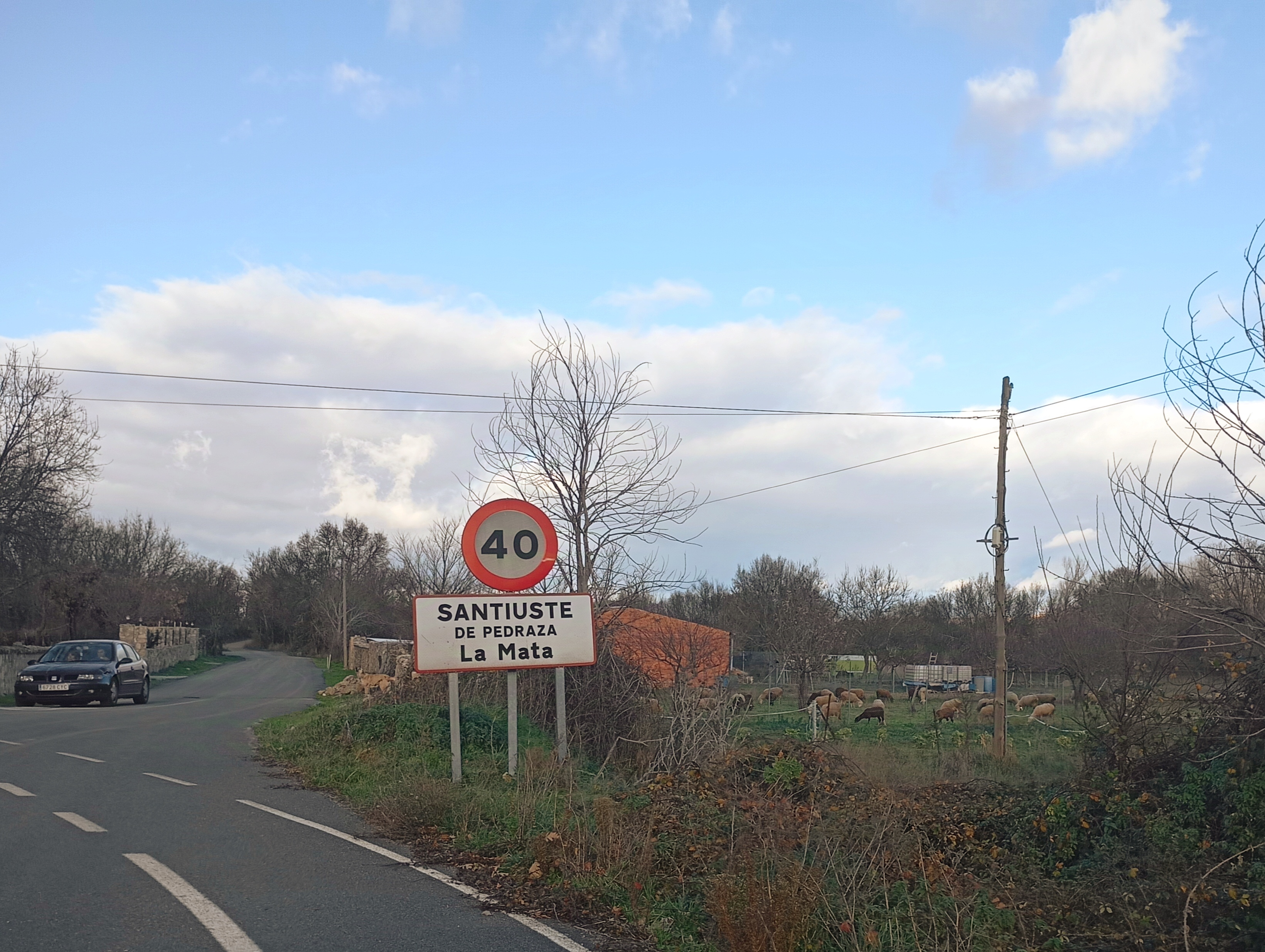
Entrada a la zona urbanizada de La Mata desde el sur por la SG-V-2315

Integrada en la Comunidad de Villa y Tierra de Pedraza, se sitúa a 23 km de la capital segoviana. La localidad está atravesada por la carretera SG-P-2315, que permite la comunicación con la N-110, pasando por Urbanos (a 0,7 km), Chávida (a 1,1 km) y después de incorporarse a la SG-P-2322.
Situada al pie de los Montes Carpetanos, pertenecientes a la Sierra de Guadarrama la localidad se encuentra en la ribera izquierda del río Sordillo muy próximo a la localidad y que da lugar también al Área Recreativa "El Pontón", esta corriente es afluente del Cega.
| Noroeste: El Cubillo                     | Norte: Requijada, El Cubillo | Noreste: Requijada, Valle de San Pedro |
| Oeste: El Cubillo                        |                              | Este: Valle de San Pedro, Urbanos      |
| Suroeste: El Cubillo, La Cuesta, Urbanos | Sur: Urbanos                 | Sureste: Urbanos                       |

## Historia

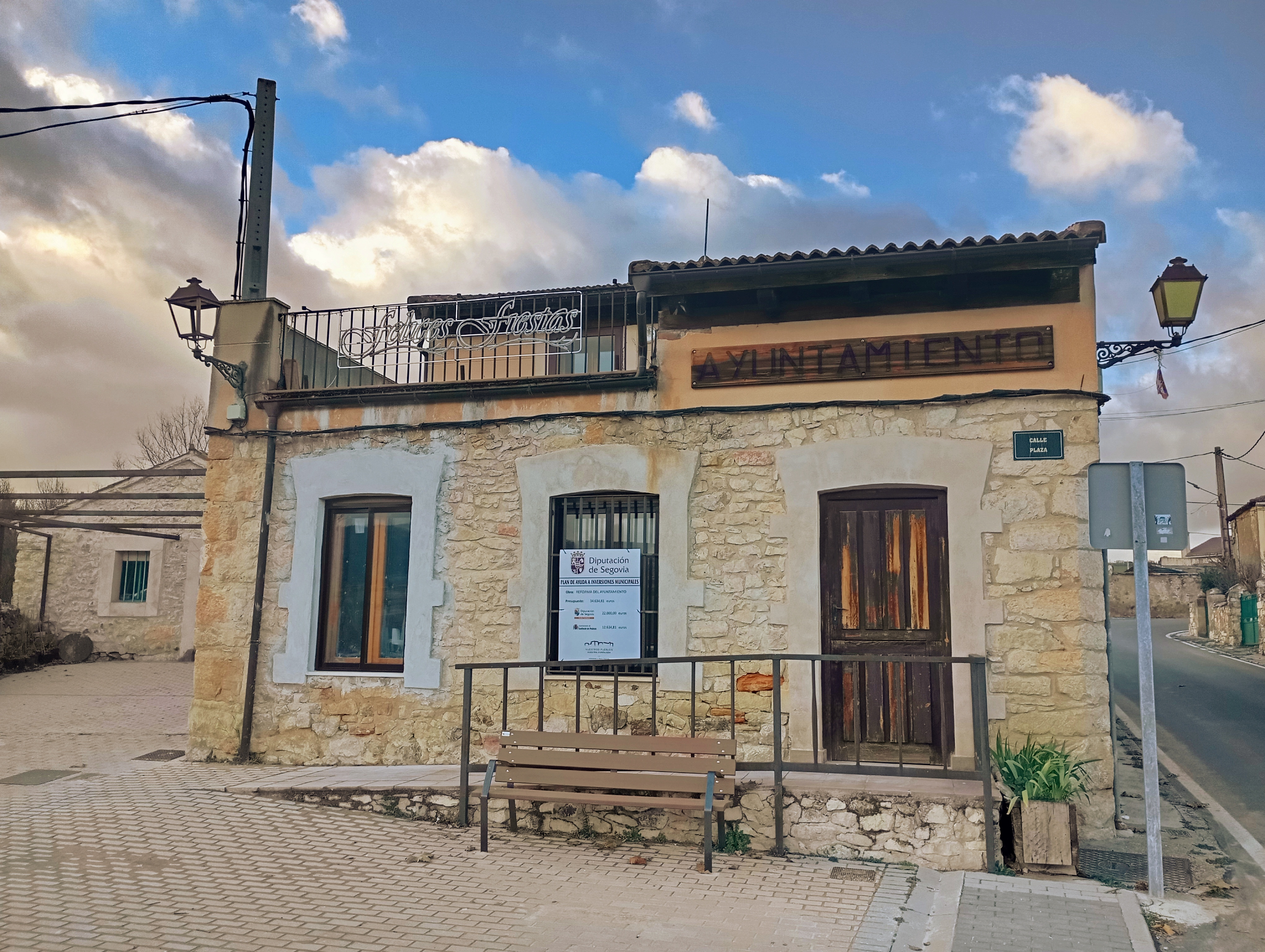
Casa consistorial nueva del municipio, sede del Ayuntamiento de Santiuste de Pedraza

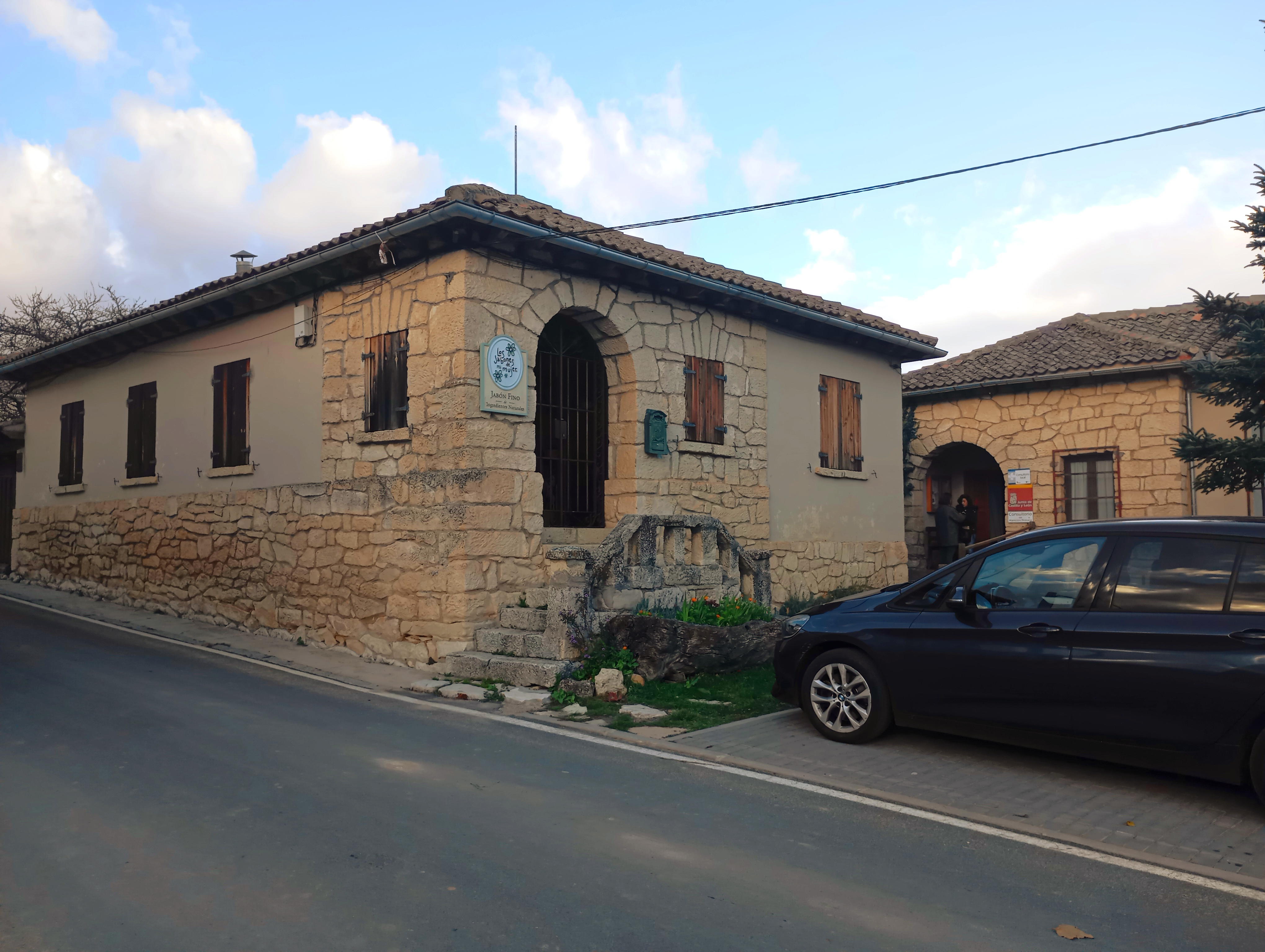
Consultorio médico

La Mata fue fundada o repoblada durante la Reconquista a expensas de la Comunidad de Villa y Tierra de Pedraza, a la que pertenece desde entonces. Su denominación, muy común en la provincia, se refiere a un pequeño bosque.
Siempre perteneció al municipio actual, que antiguamente se denominaba el Concejo de las Vegas y tenía su capital en el despoblado de Santiuste, sito junto a la Iglesia románica de los santos Justo y Pastor (san Yuste = san Justo).
Tras el despoblamiento de esta aldea y el incendio de su iglesia en 1930, La Mata se convertiría en el nueva capital municipal, en la que se encuentra la casa consistorial sede del ayuntamiento y el consultorio médico.

## Demografía
| 64            | 63 | 62 | 62 | 61 | 55 | 56 | 57 | 54 | 49 | 44 | 45 |
| (Fuente: INE) |    |    |    |    |    |    |    |    |    |    |    |

## Cultura

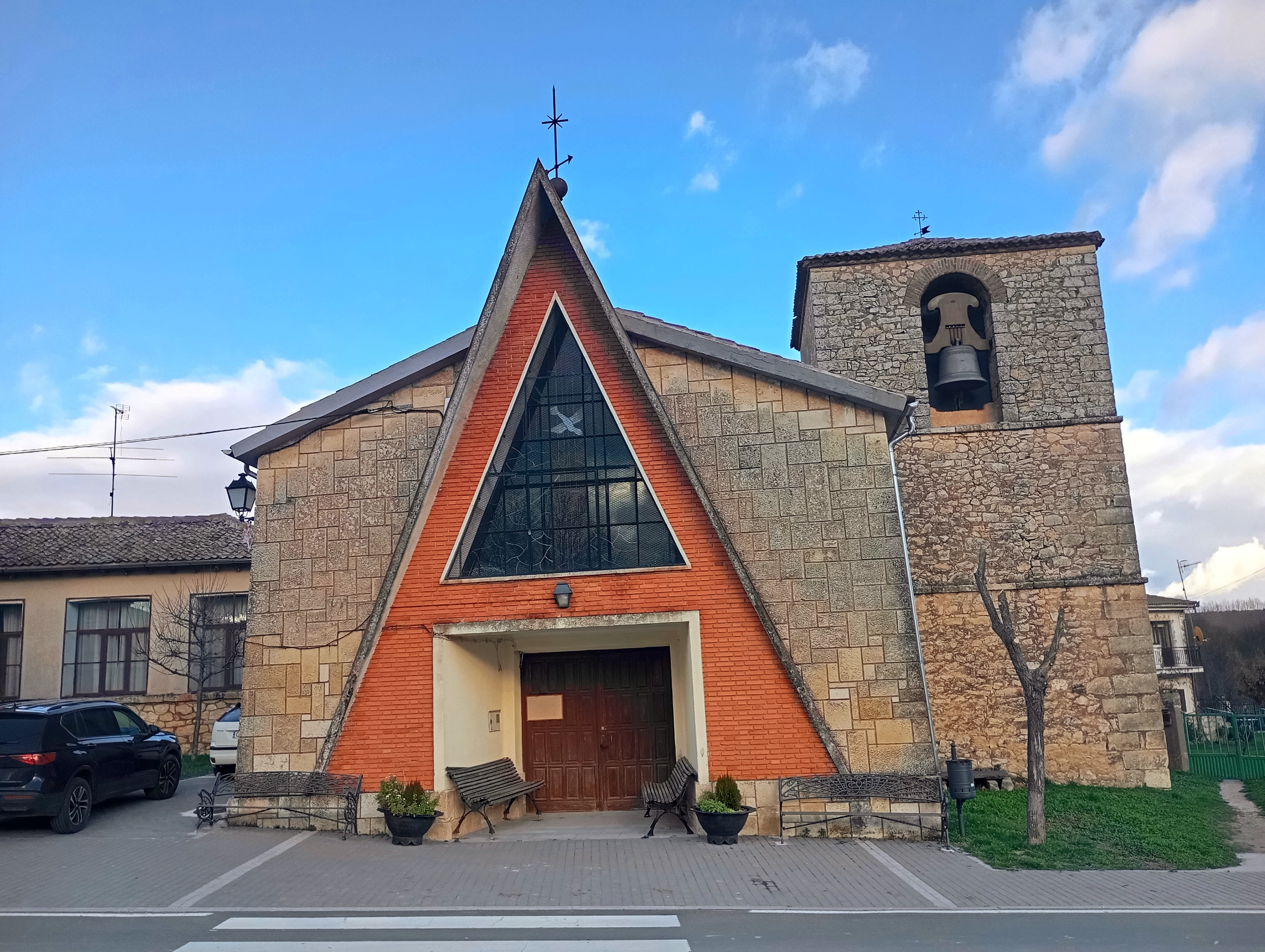
Vista frontal de la iglesia parroquial

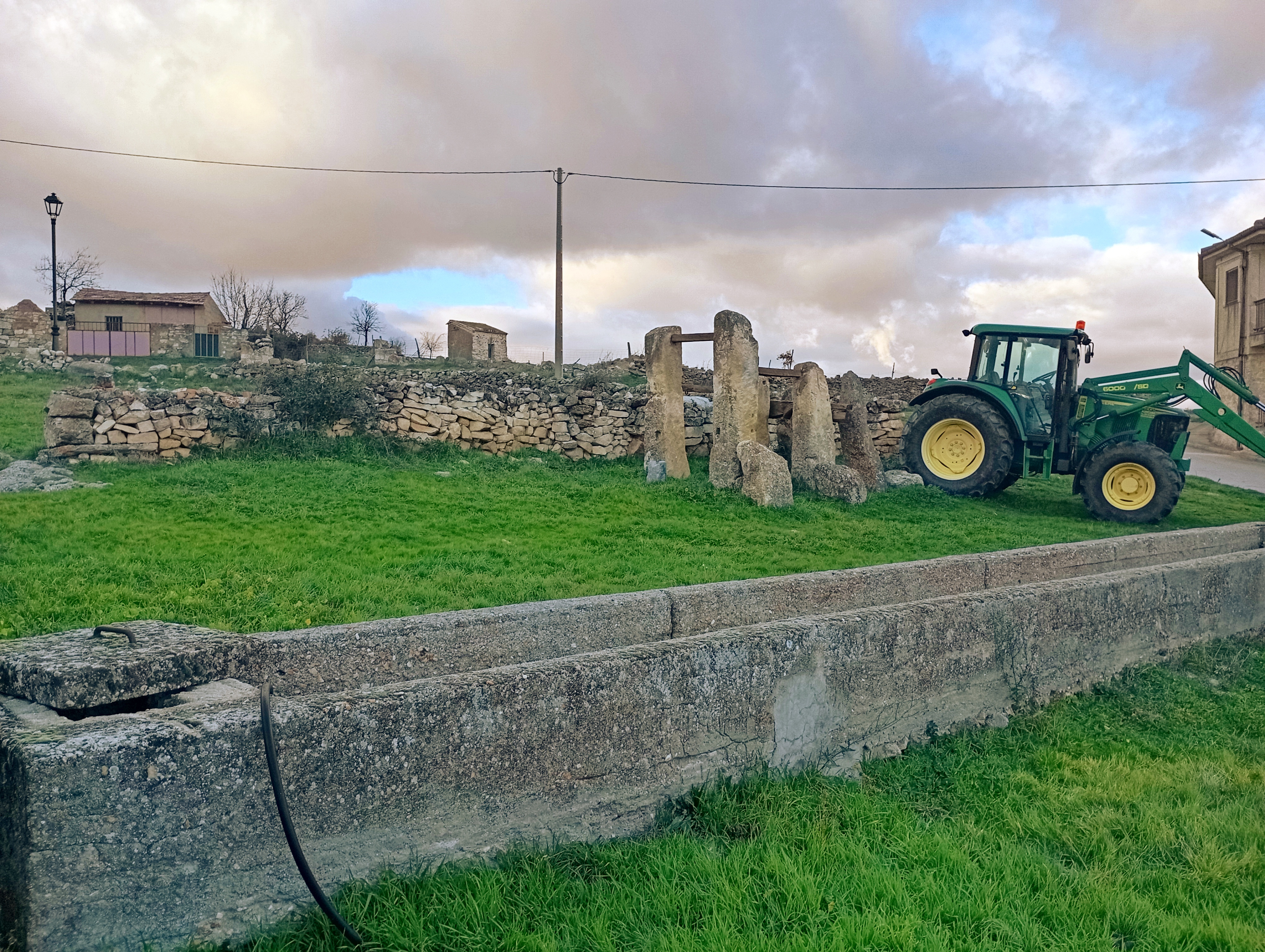
Pilón y potro de herrar

### Patrimonio
- Iglesia parroquial de Santiuste de Pedraza, templo de origen románico antes conocido como Ermita de San José. Esta edificación fue ampliada y restaurada para ejercer de iglesia parroquial tras el incendio de la del hoy despoblado de Santiuste en 1930.
- Potro de herrar, junto al Corral Concejo.
- Antiguo palomar, en las cercanías del potro.
- Fuente de la iglesia, alimentada por su propio manantial.
- Antiguo pilón.
- Molino de Abajo o de Armenteros, sito junto al río Sordillo, se encuentra en ruinas.
- Pocetas, estructuras que se llenaban con agua del arroyo y que servían antiguamente para cocer lino.[8][3]

### Fiestas
- Santa Isabel, el 2 de julio.
- Santos Justo y Pastor, el 6 de agosto.
- El Santo Cristo, el segundo fin de semana de septiembre, fiesta compartida con Requijada.[3][9]